# John Stallworth
John Lee „Johnny“ Stallworth (* 15. Juli 1952 in Tuscaloosa, Alabama) ist ein ehemaliger US-amerikanischer American-Football-Spieler. Er spielte als Wide Receiver in der National Football League (NFL) bei den Pittsburgh Steelers.

## Herkunft
Stallworth wuchs in seiner Geburtsstadt zusammen mit zwei Brüdern und einer Schwester auf. In seiner Jugend litt er an Kinderlähmung und es wurde erwartet, dass er nie richtig wird laufen können. Stallworth besuchte die High School in Tuscaloosa drei Jahre nachdem die Rassenschranken dort aufgehoben worden waren. Trotzdem gelang es eine gemischtrassige Footballmannschaft zu formieren. Ein Jahr vor dem Schulabschluss wurde Stallworth Mannschaftskapitän. Auf der High School musste Stallworth allerdings entgegen seinem Willen als Runningback auflaufen.

## College
Wie viele Schüler aus Tuscaloosa, die Ambitionen zum Footballspielen hatten, besuchte Stallworth zunächst die University of Alabama fand aber bei deren Trainer Bear Bryant keine Unterstützung und schloss sich daher nach einem Jahr der Alabama Agricultural and Mechanical University an, die allerdings nur über ein zweitklassiges Footballteam verfügten. Er machte dort einen Abschluss in Betriebswirtschaft und lernte seine spätere Ehefrau kennen. Nebenbei gelang es ihm durch gute Leistungen in der Footballmannschaft, dort konnte er wunschgemäß als Wide Receiver auflaufen und die Scouts der NFL auf sich aufmerksam zu machen.

## Profilaufbahn
Stallworth wurde 1974 in der vierten Runde der Draft durch die Steelers an 82 Stelle gezogen. 1974 konnten die Steelers zahlreiche Spieler verpflichten, die später in die Pro Football Hall of Fame aufgenommen wurden. Neben Stallworth konnten der Wide Receiver Lynn Swann, der Linebacker Jack Lambert, sowie der Center Mike Webster verpflichtet werden. Weitere spätere Mitglieder in der Pro Football Hall of Fame, wie der Runningback Franco Harris und der Quarterback Terry Bradshaw spielten bereits für die Mannschaft aus Pittsburgh. Die Steelers konnten sich als Spitzenteam der NFL etablieren.
Bereits in Stallworths erstem Jahr gelang den Steelers unter Head Coach Chuck Noll der Einzug in den Super Bowl. In dem Super Bowl IX wurden die Minnesota Vikings mit 16:6 besiegt. Im darauf folgenden Jahr wurden die Dallas Cowboys in dem Super Bowl X mit 21:17 geschlagen werden. Im Super Bowl XIII konnte dann Stallworth besonders auf sich aufmerksam machen. In dem Spiel gegen die Cowboys konnte er drei Pässe von Bradshaw fangen und dadurch 115 Yards Raumgewinn und zwei Touchdowns erzielen. Alleine durch einen Passfang konnte er 75 Yard Raumgewinn und einen Touchdown erzielen. Die Steelers gelang es das Spiel mit 35:31 zu gewinnen. Auch im darauf folgenden Jahr konnte Stallworth im Super Bowl XIV nochmals überzeugen. Kurz nach Beginn des vierten Spieldrittels konnte er einen Pass über 73 Yards von Bradshaw fangen und zum vorentscheidenden Touchdown zum 23:19 der Steelers gegen die Los Angeles Rams in die Endzone tragen. Das Spiel wurde letztendlich mit 31:19 gewonnen.
Insgesamt scheiterten die Steelers mit Stallworth noch zweimal im AFC Championship Game und konnten dadurch nicht in den Super Bowl einziehen.
Nachdem Stallworth 1983 aufgrund einer Verletzung kein gutes Jahr hatte, konnte er 1984 nochmals voll überzeugen. Ihm gelangen 80 Passfänge mit einem Raumgewinn von 1395 Yards und 11 Touchdowns. Stallworth beendete 1987 seine Laufbahn. Sein vereinsinternen Touchdownrekord wurde erst 2005 durch Hines Ward gebrochen.

## Ehrungen
Stallworth wurde zweimal zum Most Valuable Player (MVP) seiner Mannschaft gewählt. Er spielte in vier Pro Bowls, wurde zweimal zum All Pro gewählt und ist seit 2002 Mitglied in der Pro Football Hall of Fame.

## Abseits des Spielfelds
Bereits 1986 gründete Stallworth seine eigene Firma. Zwischenzeitlich hatte sein Unternehmen 650 Mitarbeiter. 2006 zog er sich aus der Geschäftsführung zurück. Stallworth ist seit 2009 Mitbesitzer der Steelers. Neben seinen geschäftlichen Aktivitäten hat er eine Stiftung und fördert begabte Kinder. John Stallworth ist verheiratet und hat zwei Kinder.

## Quelle
- Jens Plassmann: NFL – American Football. Das Spiel, die Stars, die Stories (= Rororo 9445 rororo Sport). Rowohlt, Reinbek bei Hamburg 1995, ISBN 3-499-19445-7.